# Teorema fundamental de homomorfismos
En álgebra abstracta, para un número de estructuras algebraicas, el teorema fundamental de homomorfismos relaciona la estructura de dos objetos entre los cuales se dé un homomorfismo, y del núcleo y de la imagen del homomorfismo...
En la teoría de grupos, el teorema se puede formular así:
Si {\displaystyle f:G\longrightarrow H} es un homomorfismo de grupos y {\displaystyle N} es un subgrupo normal de {\displaystyle G} contenido en el núcleo de {\displaystyle f}, entonces existe un único homomorfismo {\displaystyle {\bar {f}}} tal que {\displaystyle {\bar {f}}\circ \varphi =f}, en donde {\displaystyle \varphi :G\longrightarrow G/N} es la proyección canónica. Así, tenemos el diagrama conmutativo siguiente
El homomorfismo {\displaystyle {\bar {f}}} está dado por

{\displaystyle {\bar {f}}(gN)=f(g)}

para todo {\displaystyle g} de {\displaystyle G}, y se dice que {\displaystyle {\bar {f}}} es inducido por {\displaystyle f\,\!}. Nótese que si {\displaystyle gN=hN}, entonces {\displaystyle gh^{-1}\in N\subset \ker f}, por lo que {\displaystyle 1=f(gh^{-1})=f(g)f(h)^{-1}}, así que {\displaystyle f(g)=f(h)} y el homomorfismo {\displaystyle {\bar {f}}} está bien definido.
El núcleo de este homomorfismo es {\displaystyle \ker {\bar {f}}=(\ker f/N)}, y es un epimorfismo si y solo si {\displaystyle f} lo es. 
Si {\displaystyle f:G\longrightarrow H} es un homomorfismo, entonces {\displaystyle f:G\longrightarrow \mathrm {im} \,f} es un epimorfismo, y puesto que {\displaystyle {\bar {f}}} es inyectivo cuando su núcleo {\displaystyle \ker {\bar {f}}=\ker f/N}  es trivial, lo que sucede si y solo si {\displaystyle \ker f=N},
tenemos un isomorfismo {\displaystyle G/\ker f\simeq \mathrm {im} \,f}. Este caso particular del teorema fundamental de homomorfismos se conoce como primer teorema de isomorfía.
El teorema fundamental de homomorfismos también se cumple para los espacios vectoriales, anillos y módulos tomando, respectivamente, ideales y submódulos en lugar de subgrupos normales.